# Southern Comfort

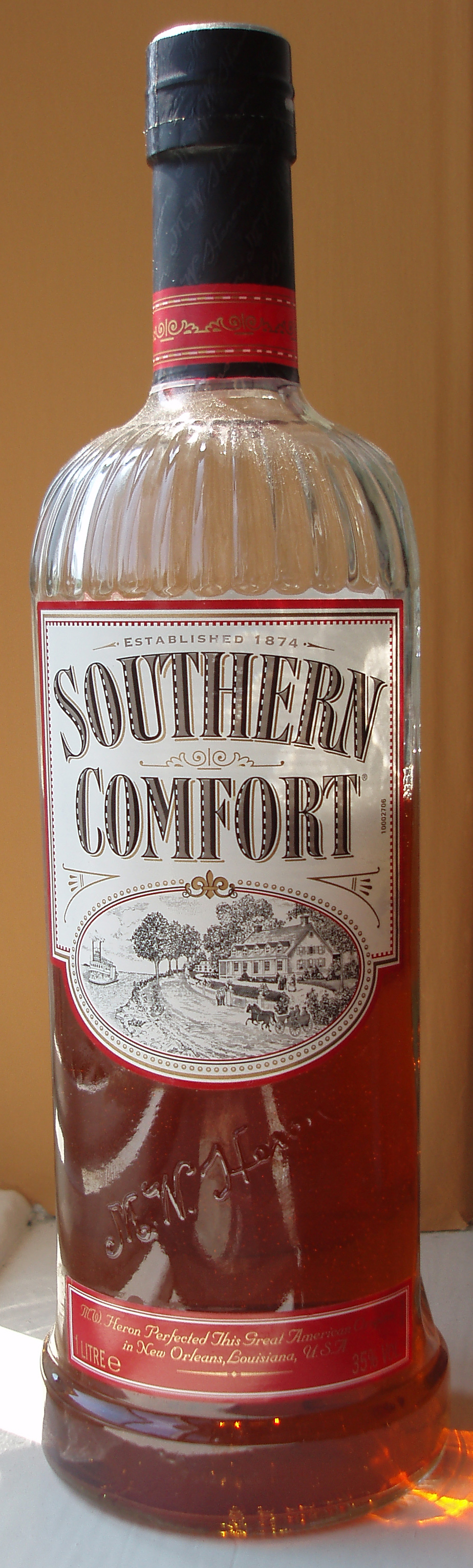
Eine Literflasche Southern Comfort (älteres Design, 2006)

Southern Comfort ist ein amerikanischer Whiskeylikör mit Aromen bzw. unter Verwendung von Bourbon Whiskey, Pfirsich, Orange, Vanille, Zimt und dunkler Schokolade. Er wurde bis 2015 vom Spirituosenkonzern Brown-Forman hergestellt und in Deutschland über dessen deutsches Tochterunternehmen vertrieben. Anfang 2016 wurde die Marke Southern Comfort an Sazerac verkauft.

## Geschichte
Der irische Barkeeper Martin Wilkes Heron mixte 1874 in New Orleans einen Cocktail, den er Cuffs and Buttons nannte, als Gegenstück zu dem damals beliebten White Tie and Tails. 1885 benannte er den Cocktail, erinnernd an den „Deep South“ der Vereinigten Staaten, in Southern Comfort um; ab 1889 füllte er seinen gleichnamigen Likör, den er sich 1898 patentieren ließ, in Memphis, Tennessee ab.
Auf der Louisiana Purchase Exposition, Weltausstellung in St. Louis im Jahre 1904, gewann das Getränk eine Goldmedaille. Heron starb wenige Monate nach Beginn der Prohibitionszeit, in der die Produktion ruhte. 1933 übernahm die Familie von Francis Fowler die Rezeptur von Southern Comfort. Nach weiteren Eigentümerwechseln wurde der Likör ab 1983 bis 2015 von der Brown-Forman-Corporation produziert, für die er zusammen mit Jack Daniel’s ein wichtiges Standbein darstellte. Seit 1979 ist Southern Comfort offiziell in Deutschland erhältlich und wurde über das Tochterunternehmen Brown-Forman Deutschland GmbH vertrieben. Bekannt wurde Southern Comfort unter anderem durch Janis Joplin. Anfang 2016 verkaufte Brown-Forman die Marke Southern Comfort zusammen mit der Marke Tuaca an Sazerac.

## Zusammensetzung
Ursprünglich war Southern Comfort ein Cocktail auf Whiskeybasis, heute wird der Likör jedoch aus Neutralalkohol mit Zusätzen wie Zuckerstoffen und Farbstoff sowie Auszügen von Whiskey, Pfirsichen, Orangen und aromatischen Kräutern bzw. Gewürzen wie Zimt hergestellt. Whiskey statt Neutralalkohol wird in dem 40-prozentigen Southern Comfort Reserve verwendet, einer Mischung aus Southern Comfort und sechs Jahre altem Bourbon. Southern Comfort hat in Deutschland zurzeit 35 Volumenprozent Alkohol, es gibt ihn aber auch in anderen Trinkstärken wie 21 %, 38 % und 50 %. Seit Mitte 2017 wird das Getränk unter Zusatz einer aromatisierenden Menge echten Whiskeys nicht näher definierter Herkunft hergestellt.

## Weitere Produkte
2010 wurde auf dem deutschen Markt ein weiterer Likör der Marke Southern Comfort eingeführt. Southern Comfort Lime schmeckt nach Limette und hat einen Alkoholgehalt von 27,5 % Vol.

## Verwendung
Southern Comfort wird pur oder on the rocks (auf Eis) getrunken; außerdem ist er heute seinerseits Zutat in einer Reihe von Cocktails (zum Beispiel Scarlett O’Hara) und Longdrinks (zum Beispiel mit Apfelsaft, Kirschsaft, Cola, Zitronenlimonade, Maracujasaft oder Ginger Ale).